# 伊波真人
伊波 真人（いなみ まさと、1984年 - ）は、日本の歌人。作詞家・小説家・映像作家としても活動している。

## 人物・経歴
群馬県高崎市生まれ。埼玉県さいたま市在住。美術系大学の映像学科を経て、早稲田大学第二文学部卒業。
もともと映像制作を行っていたが、早稲田大学在学中に彬聖子の漫画『こいのうた』で穂村弘の短歌を読んで、短歌に興味を持つ。その後、短歌実作の講義の受講をきっかけに、映像制作と並行して短歌の創作を始める。「早稲田短歌会」を経て、歌人集団「かばん」に入会。
2013年、『冬の星図』で第59回角川短歌賞を受賞。
ブルー・ペパーズ『秋風のリグレット』など、ポップスの作詞家としても活動している。
写真撮影も行っており、雑誌、書籍などに掲載されている。
音楽、映画、漫画などのカルチャーへの関心が深く、ミュージシャンなど他ジャンルの創作者と交流がある。特にAOR、シティポップの愛好家で、関連するトークイベントへの出演などもしている。
短歌専門誌、文芸誌に加えて、カルチャー誌などへの短歌やエッセイの寄稿も多い。

## エピソード
- KIRINJIが好きで[2]、『ナイトフライト』では堀込高樹が帯文を寄せている。
- 伊集院光のラジオ番組のリスナーで、番組にハガキを投稿していた時期もある。
- 水辺の風景が好きで、Twitterでは川の写真を定期的に投稿している[5]。

## 著作

### 単行本
- 『ナイトフライト』（書肆侃侃房　2017年）
- 『エンドロール』（共著　PAPER PAPER　2018年）
- 『青春迷宮』（丸紅茜共著、KADOKAWA　2020年）